# Avigliano (Campagna)
Avigliano è una località di Campagna, in provincia di Salerno.

## Geografia fisica
L'abitato, di modeste dimensioni (circa sessanta edifici), si è sviluppato alle pendici del Monte San Salvatore (1.073 m), nella Valle del Tenza ed è attraversato dalla SP31b. Rientra nel Parco regionale Monti Picentini.

## Storia
La storia dell'abitato è strettamente legata all'omonimo edificio religioso ivi ubicato e da cui prende nome la località. A seguito della costruzione della chiesa nel 1240 e alla successiva istituzione di un convento nel 1377, le aree boschive attigue furono parzialmente tagliate e destinate a coltivazioni irrigue. Gli edifici attualmente presenti sono databili a partire dal 1400 circa. Intorno al 1950 il tratturo che collegava Avigliano con Campagna venne trasformato nella Strada provinciale 31 che avrebbe dovuto collegarla con Acerno. I lavori, mai completati hanno permesso un minimo turismo grazie alla presenza di aree boschive e zone per pic-nic e dell'Oasi naturale del Monte Polveracchio.
Con il terremoto dell'Irpinia del 1980, furono realizzate tre aree container in cui confluirono buona parte della popolazione di Campagna; attualmente le aree sono oggetto di una riqualificazione tendente a trasformarle in aree di sosta per camper.

## Monumenti e luoghi d'interesse

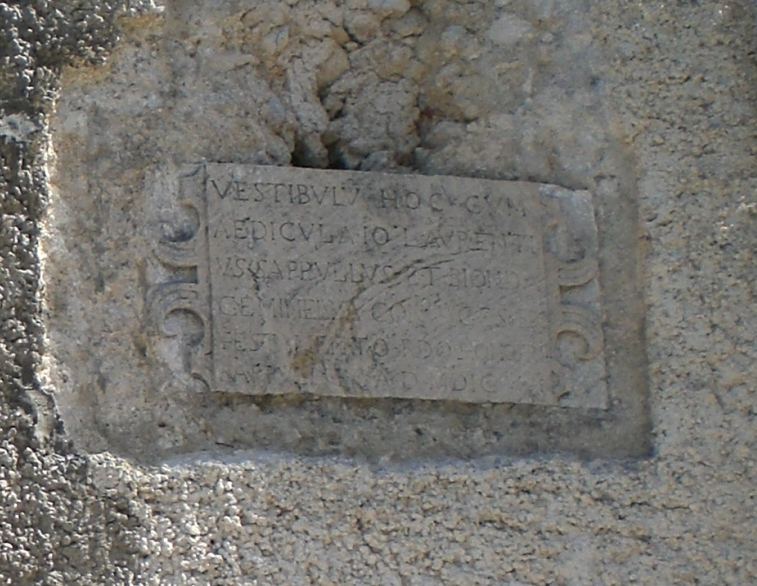
Lapide trecentesca posta sulla facciata del Santuario della Madonna d'Avigliano.

- Santuario della Madonna di Avigliano

Complesso religioso dedicato alla Madonna risalente ad epoca imprecisata. Prima del 1375, ad opera di Isabella del Balzo d'Apia la chiesa venne ingrandita e dotata di una struttura conventuale concessa ai frati Francescani Conventuali. Intorno al 1440 passo agli Osservanti fino alla soppressione del 1867. Dal 1927 divenne sede estiva del seminario diocesano di Campagna fino alla sua soppressione. Attualmente è un santuario dell'arcidiocesi di Salerno-Campagna-Acerno 
La chiesa ha due portali di ingresso e l'interno presenta le colonne, le volte e l'acquasantiera che sono le parti superstiti del primitivo, trecentesco edificio.
Il chiostro di forma quadrata ha quattro arcate a tutto sesto per ogni lato impostate su colonne dal fusto esile e con capitelli di diversa fattura e d'impronta quattrocentesca. Il porticato è affrescato con storie francescane.
- Chiesa di San Vito

Piccola cappella posta lungo il vecchio tratturo che collegava il convento al paese, documentata a partire dal XIII secolo.
- Eremo di San Michele

Piccolo cenobio benedettino contenuto nel cavo di un'altissima rupe posto a circa 1000 metri di altezza, sulla catena dei Monti Picentini. Domina tutta la valle sottostante del Trigento ed è raggiungibile dalla località Avigliano attraverso un sentiero o dalla frazione Puglietta percorrendo una mulattiera attraverso le località Arenola, Valledacera e Lauropiano.
All'interno della chiesetta è presente un sepolcro eretto nel XVI secolo da Paolo Carfagno, collegata ad essa sono unite nella roccia tre stanzette, un oratorio e una cucina in malta e pietre. Lo stemma dei Carfagno presente sulla tomba è unico nel suo genere, in quanto raffigurato da un vepre, una rappresentazione araldica rara in Italia e più frequente nel nord Europa.  
Dal 1630 l'eremo subì lavori di restauro e di ampliamento. 
Nel 1748 fu posta una croce di pietra con colonna, con alla base tre gradini, sullo spianato antistante l'ingresso dell'eremo e fu costruita l'intera gradinata con parapetto con i suoi sessanta gradini. 
All'interno sono custodite alcune delle tavolette marmoree della Via Crucis poste nel 1672. 
Oggi l'eremo di San Michele dispone di otto stanzette, cinque cucine e un refettorio. 
Fra i principali visitatori del passato va certamente menzionato Juan Caramuel y Lobkowitz (vescovo dal 1658 al 1673), l'ideatore della prima Tabella di Numerazione Binaria che a testimonianza del suo passaggio fece scolpire una lapide, ancora oggi esistente.

## Percorsi naturalistici montani

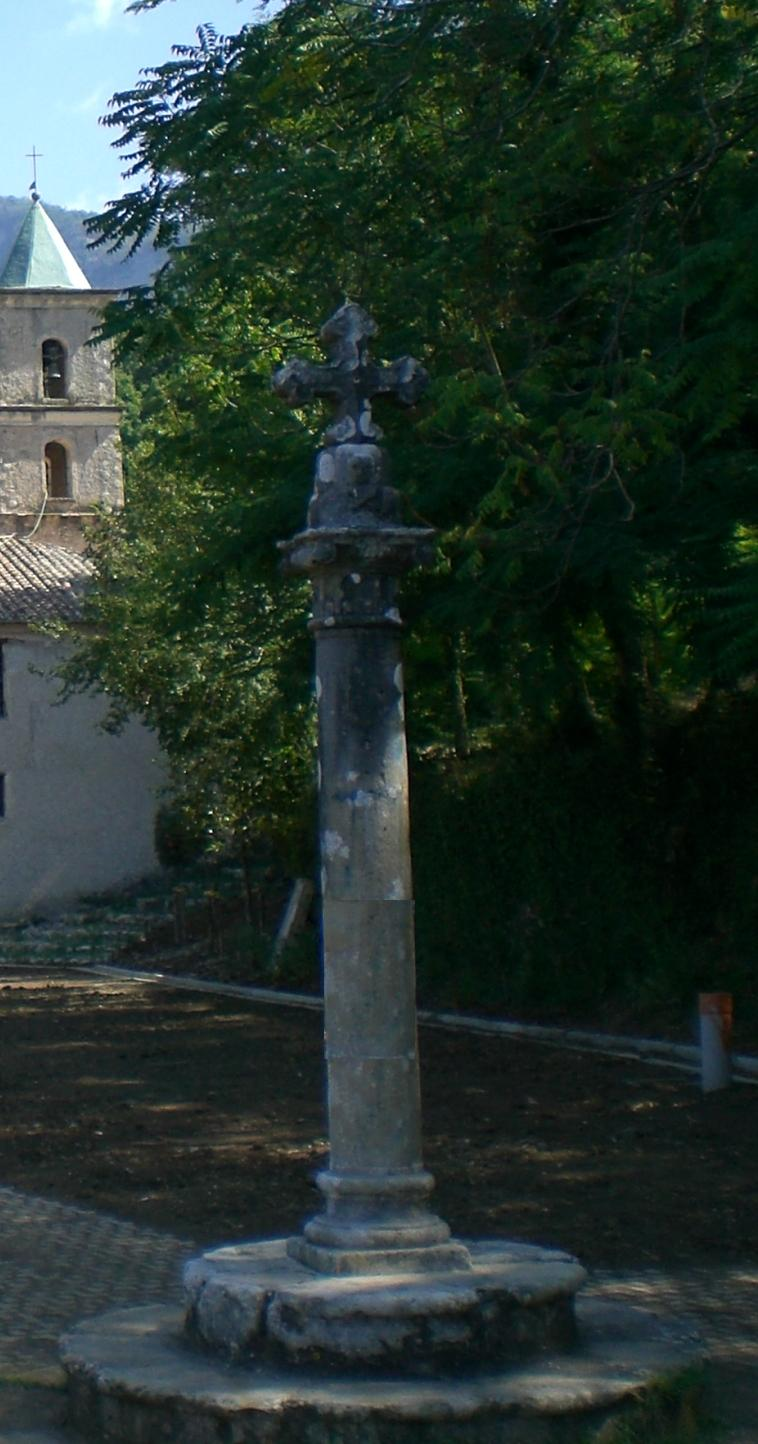
Colonna Quattrocentesca posta nel piazzale del Santuario.

- Avigliano-Eremo di San Michele in Montenero: parte nei pressi del santuario, si snoda sul crinale del monte S. Salvatore e dopo aver attraversato la valle del Trigento, termina presso l'eremo di San Michele in Montenero.
- Campagna-Ponte Vecchio: parte dalla via Dauli e costeggiando il fiume Tenza conduce alla centrale idroelettrica e prosegue fino alla gola della località Ponte Vecchio.
- Via vecchia Avigliano: è l'antico tratturo che partendo dal Monastero della SS. Concezione a Campagna, superata la località Carriti e costeggiando la Chiesa di San Vito, attraverso dei castagneti giunge nei pressi del santuario.

## Centrale idroelettrica
Nel 1941 è stata realizzata dalla SME, su progetto dell'architetto Pier Luigi Nervi, una centrale idroelettrica ad acqua fluente sul fiume Tenza. Per il suo funzionamento capta a quota 503 m le acque del fiume e incanalate in una condotta, lungo il versante orientale del Monte Calvo, induce un salto di 118 m.

## Società

### Tradizioni e folclore
- Fiera della Madonna d'Avigliano: istituita alla fine del Trecento, si svolge lungo la SP31 ogni 15 agosto.

## Galleria d'immagini

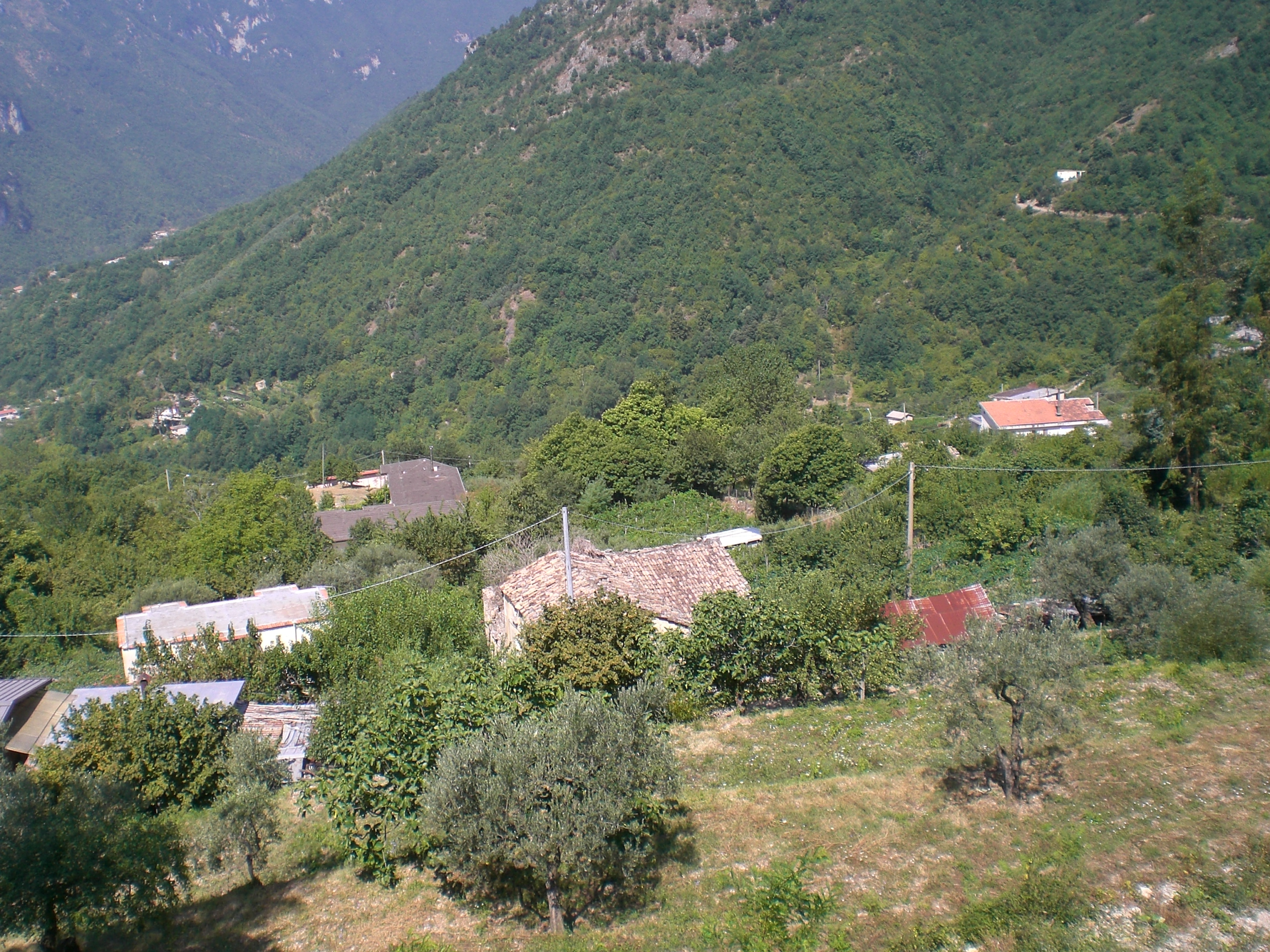
Parte dell'abitato visto dal piazzale della chiesa
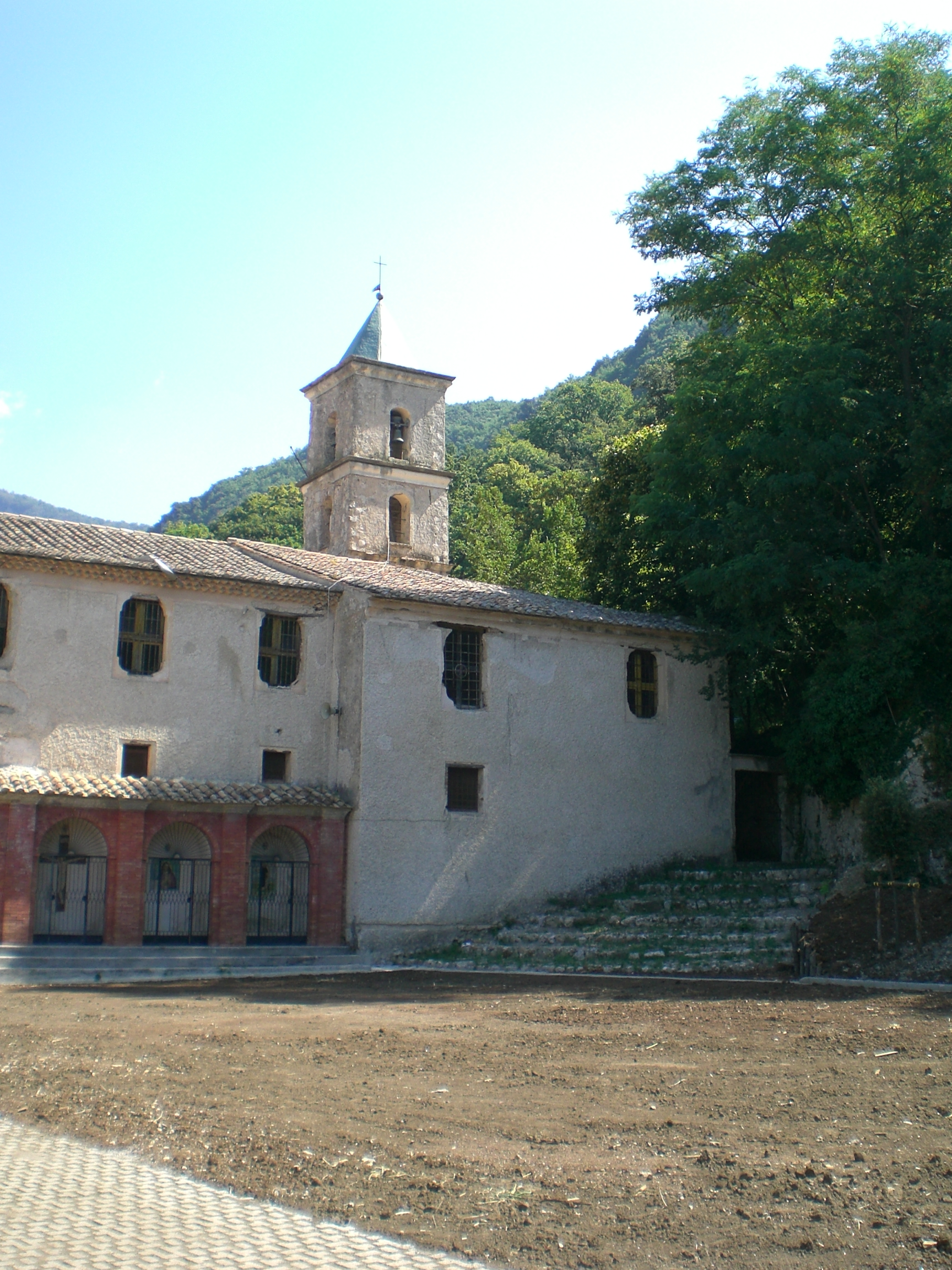
Particolare della chiesa con il campanile
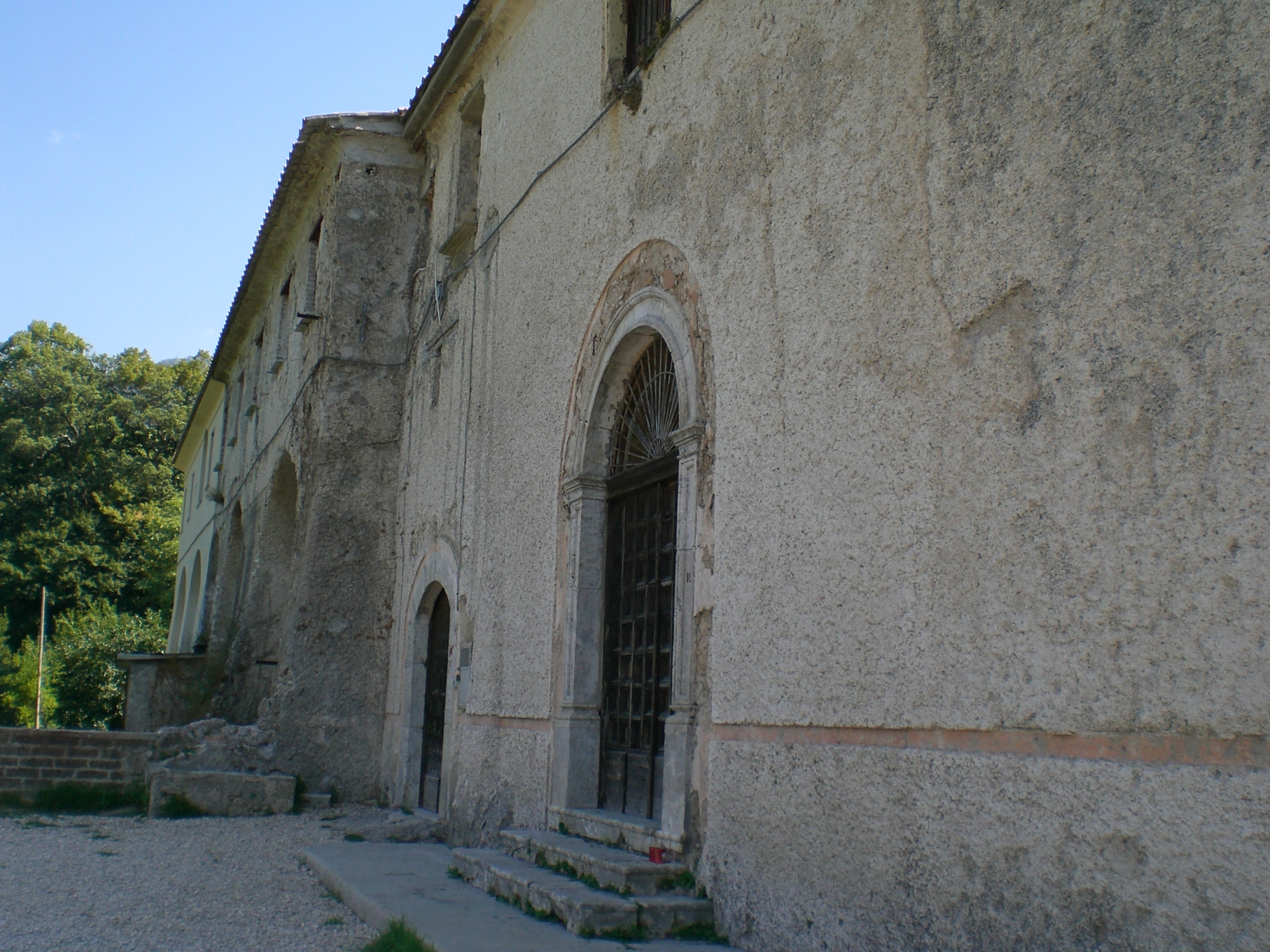
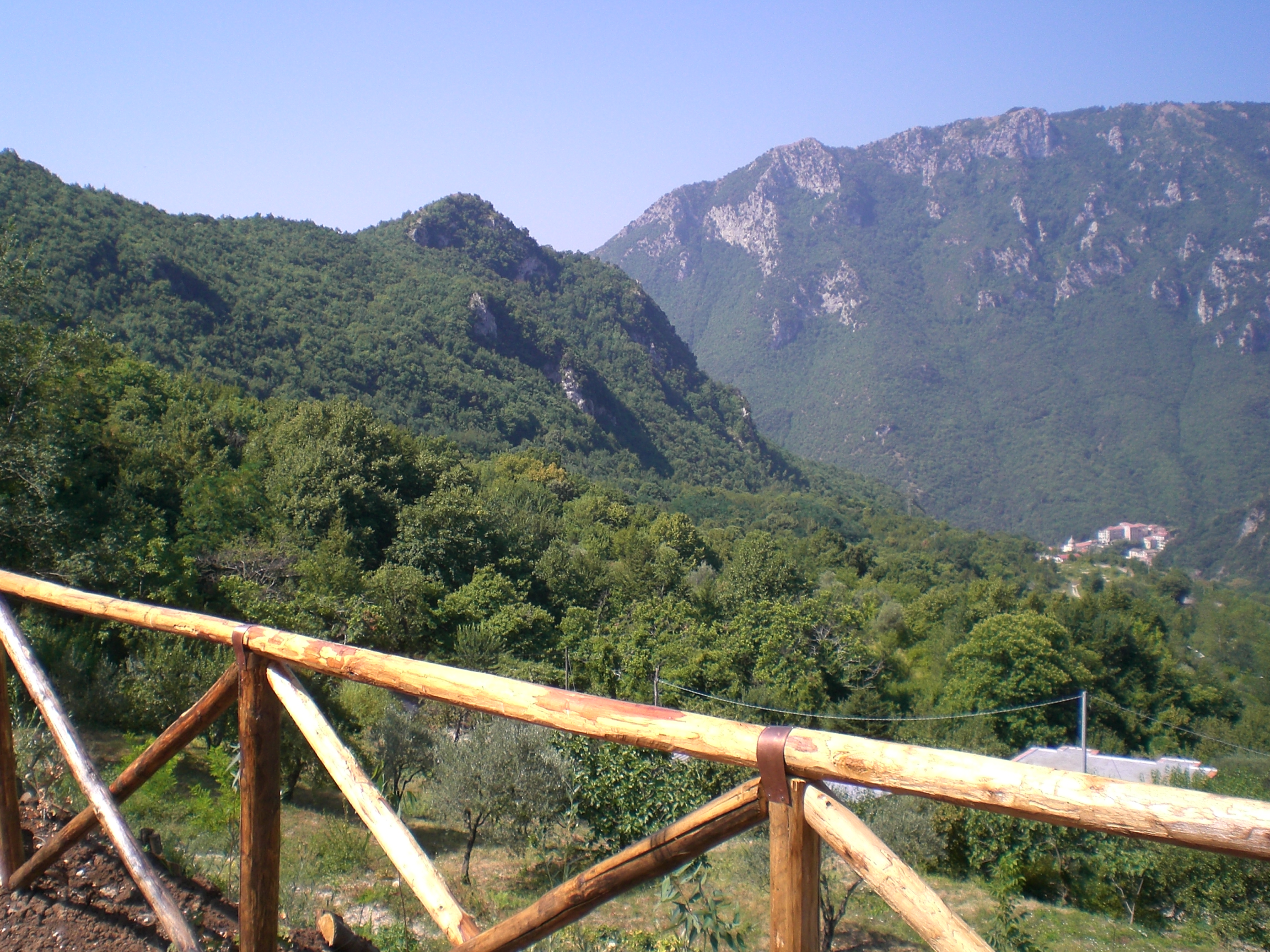
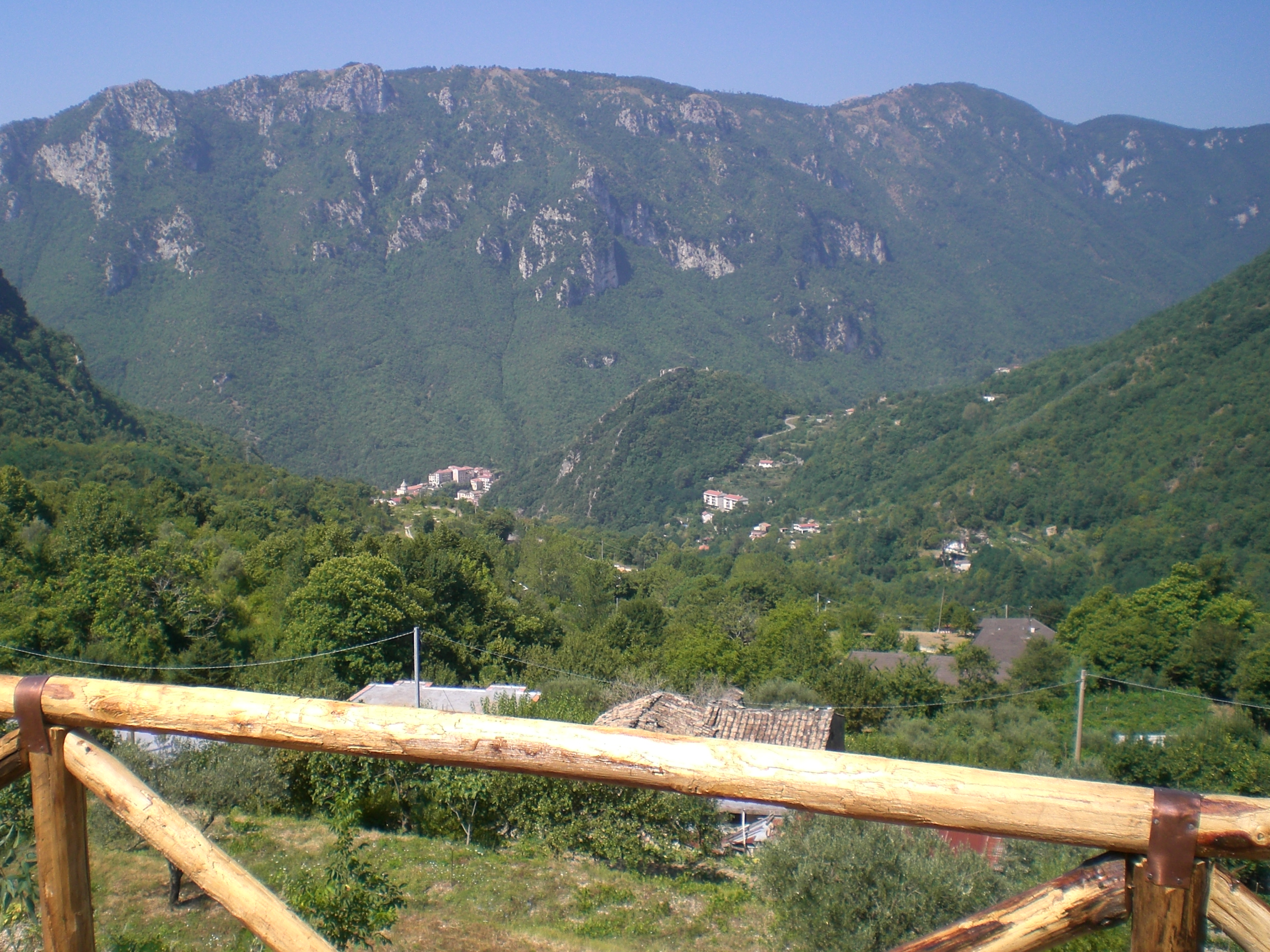